# Rehbach (bei Sobernheim)

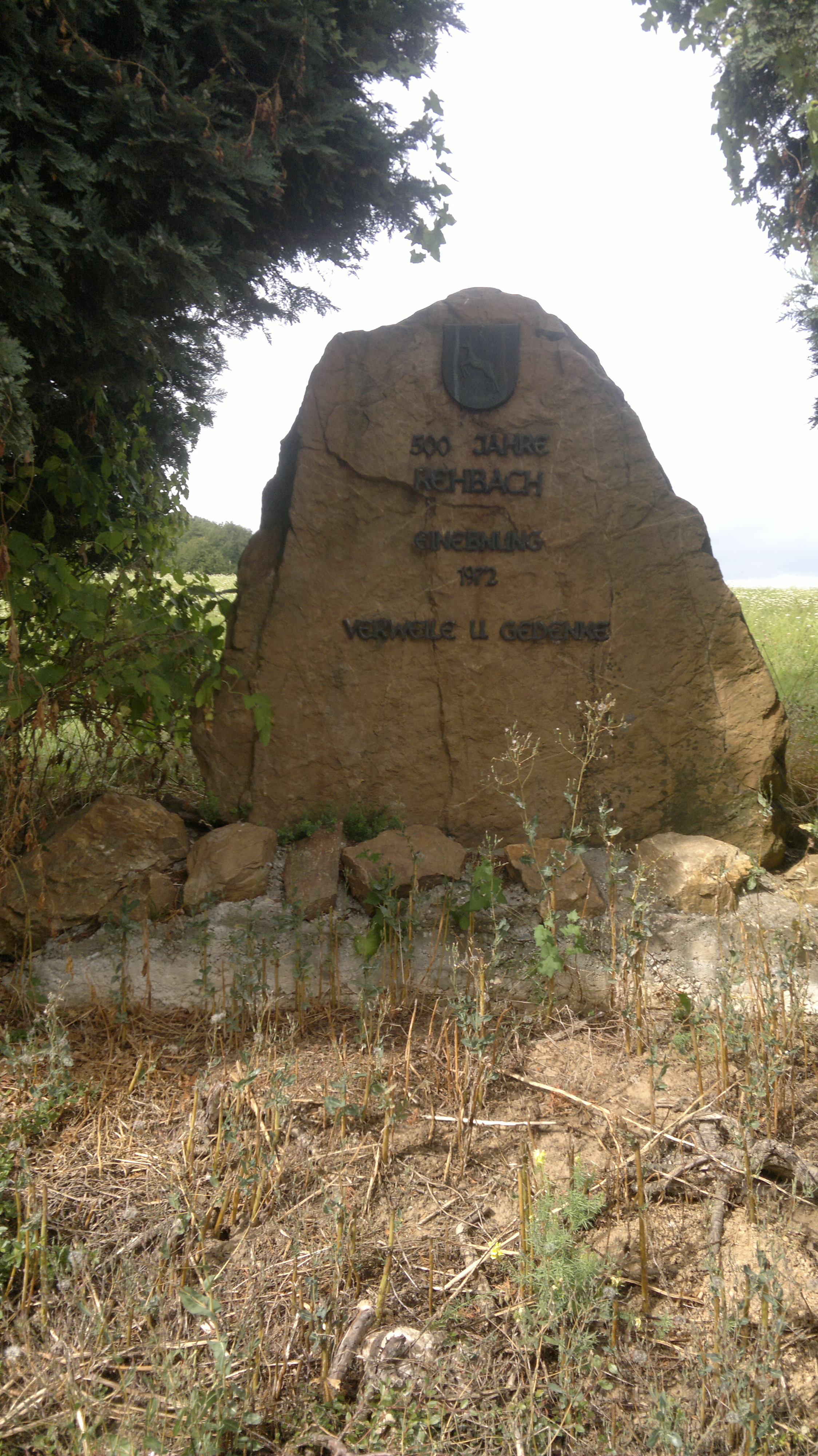
Gedenkstein an die ehemalige Ortslage Rehbach

Rehbach ist eine Ortsgemeinde im Landkreis Bad Kreuznach in Rheinland-Pfalz. Sie gehört der Verbandsgemeinde Nahe-Glan an.

## Geographie
Rehbach liegt am Südhang eines 400 m hohen Hügels des Soonwalds. Das Dorf ist umgeben von Feldern, Wiesen und Ackerflächen. Die nächstgelegenen Städte sind Bad Kreuznach im Osten und Simmern im Nordwesten. Nachbargemeinden sind Ippenschied, Winterburg, Bockenau, Daubach und das aufgegebene Eckweiler.

## Geschichte
Die erste urkundliche Erwähnung des Dorfes Rehbach erfolgte um das Jahr 1230 im Zusammenhang mit der Eingliederung des Amtes Winterburg in die hintere Grafschaft Sponheim. In den folgenden Jahrhunderten wechselte der Standort der Siedlung mehrfach. Eine frühe Dorflage westlich der Straße nach Daubach wurde durch die Pest entvölkert und später aufgegeben.
Nach dem Ersten Weltkrieg stand Rehbach unter französischer Besatzung.1923 kam es zur Ausweisung einzelner Dorfbewohner durch die französische Militärverwaltung. Hintergrund waren offenbar nationalistische Äußerungen, die von den Besatzungsbehörden als politische Provokation gewertet wurden.
Etwa zwei Drittel der Bevölkerung waren evangelisch und kirchlich nach dem benachbarten Winterburg orientiert, während die katholische Kirche im Ort selbst bestand. Religiöse Feste wie das evangelische Jahresfest mit dem Posaunenchor sowie das Kreisposaunenfest hatten einen festen Platz im Dorfleben.
Die katholische Kirche von Rehbach entstand ab 1737 und wurde 1742 fertiggestellt. Sie diente als Diasporakirche für Katholiken aus sieben umliegenden Gemeinden und trug das Patrozinium „Maria zum Siege“, benannt nach Markgräfin Maria Viktoria von Baden. Die Kirche stand in der Mitte des alten Dorfes und wurde im August 1972 durch Pioniereinheiten der Bundeswehr gesprengt. Inventarstücke wie der barocke Säulenaltar mit Madonna, die geschnitzte Orgel, der Taufstein sowie die kupfervergoldete Strahlenmonstranz wurden in die neue katholische Kirche in Daubach überführt, die 1971 geweiht wurde und ebenfalls den Namen „Maria zum Siege“ trägt. Sie gilt als inhaltliche und geistliche Fortführung der Rehbacher Kirche.
Während der NS-Zeit gründeten sich – wie in vielen ländlichen Gemeinden – auch in Rehbach lokale Ableger nationalistischer Organisationen. Dazu gehörten etwa der „Stahlhelm, Bund der Frontsoldaten“, ein rechtsnationaler Veteranenverband, sowie der „Bund Königin Luise“, eine monarchistisch geprägte Frauen- und Mädchengruppe.
Im Jahr 1972 wurde das alte Rehbach aufgegeben und vollständig abgerissen. Grund war der zunehmende Fluglärm und die Absturzgefahr durch den nahegelegenen Militärflugplatz Pferdsfeld, der bis 1958 von der US Air Force und anschließend bis 1997 von der Bundeswehr genutzt wurde. Das Dorf lag direkt in der Einflugschneise, wodurch es besonders stark von Tiefflugübungen mit Düsenjägern betroffen war.
Der heutige Ort mit elf Anwesen entstand etwa 500 Meter südlich als Neuanlage auf der Gemarkung „Auf Katzweiler“. An der Stelle des alten Ortes weist ein Gedenkstein auf dessen 500-jährige Vergangenheit hin. Sowohl der Glockenturm des alten Gemeindehauses als auch der Dorfbrunnen wurden an den Standort des neuen Ortes verlegt. Nach der Aufgabe des Flugplatzes 1997 gründete die Ortsgemeinde Rehbach gemeinsam mit der Stadt Bad Sobernheim und der Ortsgemeinde Ippenschied den „Planungsverband Konversionsmaßnahme Pferdsfeld“, um das Gelände zivil umzunutzen.
Der Friedhof blieb als einziger Teil des alten Dorfes erhalten und wird bis heute von der umgesiedelten Gemeinde als Begräbnisstätte genutzt und gepflegt. Er diente neben evangelischen auch katholischen Gemeindemitgliedern aus Entenpfuhl, Pferdsfeld und Daubach. Besonders auffällig ist eine verschlossene Gruft hinter dem zentralen Steinkreuz, in der laut Überlieferung ein Förster, vermutlich ein Verwandter des „Jägers aus Kurpfalz“, in einem Zinksarg bestattet wurde. Auf dem Friedhofsgelände befinden sich außerdem ein Kriegerdenkmal für die Gefallenen beider Weltkriege sowie der ehemalige Standort von drei Soldatengräbern, die 1956 auf den Ehrenfriedhof im Lohrer Wald überführt wurden.

### Bevölkerungsentwicklung
Die Entwicklung der Einwohnerzahl von Rehbach, die Werte von 1871 bis 1987 beruhen auf Volkszählungen:
| Jahr | Einwohner |
| ---- | --------- |
| 1815 | 171       |
| 1835 | 241       |
| 1871 | 191       |
| 1905 | 163       |
| 1939 | 158       |
| 1950 | 198       |

| Jahr | Einwohner |
| ---- | --------- |
| 1961 | 173       |
| 1970 | 58        |
| 1987 | 41        |
| 1997 | 34        |
| 2005 | 39        |
| 2024 | 42        |

## Politik

### Bürgermeister
Christian Kessel wurde am 11. Oktober 2021 Ortsbürgermeister von Rehbach, nachdem er einstimmig vom Gemeinderat für dieses Amt gewählt wurde.
Er wurde damit Nachfolger seines Vaters Reinhold Kessel, der das Amt 35 Jahre ausgeübt hatte. Dieser war zuletzt bei der Direktwahl am 26. Mai 2019 mit einem Stimmenanteil von 96,88 % für fünf Jahre bestätigt worden. Aus gesundheitlichen Gründen legte er das Amt jedoch vorzeitig mit Wirkung zum 31. August 2021 nieder, was die Neuwahl erforderlich machte. Christian Kessel wurde im Juni 2024 wiedergewählt.

### Wappen
| Wappen von Rehbach | Blasonierung: „In Rot ein blauer Wellenbalken, belegt mit einem silbernen, goldgehörnten Rehbock.“ |
| Wappen von Rehbach | Wappenbegründung: Der Wellenbalken und der Rehbock symbolisieren den Ortsnamen.                    |

.

## Wirtschaft und Infrastruktur
Die Bundesstraßen 41 und 50 sind gut erreichbar und führen zum einen ins Rhein-Main-Gebiet mit dem Flughafen Frankfurt und zum anderen zu dem im Hunsrück gelegenen Flughafen Frankfurt-Hahn. In Bad Sobernheim (9 km Entfernung) ist ein Bahnhof der Bahnstrecke Bingen–Saarbrücken.